# ویسنته مارتینز ایبور
ویسنته مارتینز ایبور (۷ سپتامبر ۱۸۱۸ - ۱۴ دسامبر ۱۸۹۶) یک کارآفرین اسپانیایی بود که ابتدا به یک صنعتگر و تولیدکننده سیگار مشهور در کوبا ، سپس کی وست و در نهایت تامپا، فلوریدا تبدیل شد. مارتینز ایبور بیشتر به خاطر تأسیس شهر تولید سیگار ایبور سیتی، شهری مهاجرنشین در نزدیکی تامپا، فلوریدا، در سال ۱۸۸۵ شناخته می‌شود.

## زندگینامه
مارتینز ایبور در سال ۱۸۱۸ در والنسیا، اسپانیا متولد شد.  در سال ۱۸۳۲، در سن چهارده سالگی، برای فرار از خدمت سربازی که در آن زمان برای همه مردان اسپانیایی اجباری بود، به کوبا نقل مکان کرد  و قبل از یادگیری تجارت سیگار، به عنوان فروشنده مواد غذایی مشغول به کار شد.
مارتینز ایبور در سال ۱۸۴۸ در حالی که در کوبا زندگی می‌کرد با پالمیا لیراس ازدواج کرد و قبل از مرگ او صاحب چهار فرزند شدند.  او در سال ۱۸۶۲ با مرسدس د لاس رویلاس ازدواج کرد و حاصل این ازدواج هشت فرزند بود. مارتینز ایبور همچنین خانواده‌اش را پس از تأسیس شهر ایبور به تامپا نقل مکان داد و چندین نفر از نوادگان او هنوز در این منطقه زندگی می‌کنند. 